# Preussia polymera
Preussia polymera är en svampart som tillhör divisionen sporsäcksvampar, och som först beskrevs av Roy Franklin Cain, och fick sitt nu gällande namn av Samir K. Abdullah och Guarro. Preussia polymera ingår i släktet Preussia, och familjen Sporormiaceae. Arten är reproducerande i Sverige.